# Linda Carty
Linda Anita Carty (* 5. Oktober 1958) ist eine im Jahr 2002 durch den US-Bundesstaat Texas wegen Mordes und Entführung zum Tode verurteilte ehemalige Grundschullehrerin und ehemalige DEA-Informantin. Sie besitzt neben der US-amerikanischen auch die britische Staatsbürgerschaft und ist derzeit in der Justizvollzugsanstalt Mountain View Unit in Gatesville untergebracht. Das Unterlassen einer Benachrichtigung über die Festnahme einer britischen Staatsbürgerin an die britischen Behörden widersprach bilateralen Konventionen über die konsularischen Beziehungen beider Länder. Mehrere Fernsehberichte und das Motiv sorgten für Diskussionen über den Kriminalfall.

## Leben
Carty wurde auf der Karibikinsel St. Kitts geboren, welche zum Zeitpunkt ihrer Geburt noch den Status einer britischen Kolonie innehatte. Ihre Eltern waren Anguillaner. Im Jahre 1982 emigrierte sie in die Vereinigten Staaten und erhielt auch die dortige Staatsbürgerschaft. Sie studierte Pharmakologie an der Universität von Houston. Auf St. Kitts hatte sie zuvor als Grundschullehrerin gearbeitet.

### Erste Verurteilungen
1992 wurde Carty wegen Autodiebstahls und Amtsanmaßung, bei welcher sie sich als FBI-Agentin ausgegeben hatte, zu einer 10-jährigen Bewährungsstrafe verurteilt. Voraussetzung dafür war, dass sie sich fortan als verdeckte Informantin in der Drogenszene für die Drogenvollzugsbehörde DEA zur Verfügung stellte. Carty erklärte später hierzu, dass man eine Person mit karibischem Hintergrund benötigt habe, die keinen Verdacht auf sich ziehen würde, und dass ihre Tätigkeit für das DEA es erforderte, dass sie ein Leben als Drogendealerin aufnahm. Zugleich habe sie Pharmazie an der University of Houston studiert und später in Teilzeit als Friseuse gearbeitet. Als DEA-Agentin lieferte sie Informationen, die zu zwei Verhaftungen führten. Als sie im Anschluss selber wegen eines Drogenvergehens verhaftet wurde, endete ihre Tätigkeit als Informantin. Carty selber behauptete in Interviews, ihre Hinweise hätten zur Beschlagnahme von Betäubungsmitteln im Wert tausender US-Dollar und der Verhaftung zahlreicher Drogendealer geführt.

### Mord an Joana Rodriguez
Im Jahr 2001 geschahen eine Entführung und die Ermordung des Entführungsopfers, für die Linda Carty später verurteilt wurde. Carty hat stets jegliche Beteiligung am Geschehen abgestritten.
Laut Darstellungen der Staatsanwaltschaft drangen drei männliche Komplizen von Carty – Chris Robinson, Gerald Anderson und Carlos Williams – in den frühen Morgenstunden des 16. Mai 2001 bewaffnet in die Wohnung einer benachbarten Familie mexikanischer Einwanderer in einem Stadtteil im Südwesten der Stadt Houston ein. Die Komplizen sagten später aus, Carty, welche ihnen als Drogendealerin bekannt war, habe ihnen von einer großen Menge Marihuana und Bargeld erzählt, welches im Apartment der Familie versteckt sein soll. Laut ihren Darstellungen soll das Ziel gewesen sein, dieses aus finanziellen Gründen zu rauben und abzutransportieren. Die Behauptungen Cartys hätten sich später als Finte herausgestellt, um ihre Bekannten zur Mithilfe an der Entführung des neugeborenen Kindes der Familie zu bewegen.
Carty habe kein Interesse an dem Rauschgift gezeigt, sondern als ihren Anteil die Entführung eines in Obhut der Familie befindlichen Babys gefordert, das angeblich das leibliche Kind ihres eigenen Mannes sei. Hintergrund für diese Forderung sei wohl die problematische Beziehung zu ihrem eigenen Ehemann gewesen. Sie hatte gehofft, das Kind nach der Entführung als ihr eigenes ausgeben zu können, um ihre Partnerschaft zu retten. Vor der Tat habe sie mehreren Personen von einer angeblichen Schwangerschaft und einer baldigen Geburt berichtet. In ihrem Auto fanden Ermittler der Polizei später eine chirurgische Schere, ein Stethoskop, einen OP-Kittel sowie einen Kindersitz, Windeln und Säuglingsnahrung. Laut Staatsanwaltschaft soll sie gegenüber ihren Komplizen angegeben haben, das Baby „aus der Mutter herauszuschneiden“ und dass sie „das Baby bräuchte“.
Im weiteren Verlauf des Wohnungsüberfalls sei es schließlich zur Entführung der 25-jährigen Joana Rodriguez und ihres Säuglings gekommen, welchen diese erst wenige Tage zuvor zur Welt gebracht hatte. Carty habe währenddessen vor dem Haus gewartet und telefonischen Kontakt mit einem der Männer im Haus aufgenommen.
Rodriguez wurde tot im geschlossenen Kofferraum eines Mietwagens aufgefunden. Sie war durch Ersticken aufgrund einer Plastiktüte gestorben, die ihr mit mehreren Lagen Klebeband um den Kopf gewickelt worden war, während ihre Hände auf dem Rücken gefesselt waren. Das Baby wurde noch in derselben Nacht unversehrt aufgefunden.

#### Prozess
Die Anklage präsentierte in der Gerichtsverhandlung Beweise und Indizien, welche Linda Carty mit dem Verbrechen in Verbindung brachten. Mobilfunkdaten belegten insgesamt 11 Anrufe Cartys bei einem der im Haus anwesenden Täter, sowohl zum Tatzeitpunkt als auch im Verlauf der Nacht zwischen 0:50 und 2:50 Uhr. Nach Aussagen des Ehemannes des Opfers habe einer der Entführer in sein Handy gesprochen: „Wir sind hier drin. Willst du es [haben]?“. Dann rief er, dass „sie draußen sei“, woraufhin die Täter das Kind und die Mutter mitnahmen und flüchteten. In dem Mietwagen, in welchem die Leiche von Joana Rodriguez gefunden worden war, konnten Fingerabdrücke der Angeklagten gesichert werden. Eine Gefängnisinsassin, welche zur gleichen Zeit in Haft saß, sagte aus, Carty habe sie gebeten, einen Brief für sie zu schreiben, weil sie nicht wolle, dass dieser in ihrer eigenen Handschrift verfasst sei: Das gefälschte Schreiben solle von einem Mann namens „Oscar“ stammen, welcher darin behauptete, zwei Personen namens „Chris und Zeb“ hätten Carty reingelegt, indem sie ihr Auto geliehen und „das Baby hineingesetzt hätten“.
Carty und die drei Täter, welche in die Wohnung eingedrungen waren, beschuldigten sich im Prozess gegenseitig, am Tod der Frau schuld zu sein. Laut Aussagen der Komplizen soll Rodriguez nur gefesselt und ihr Klebeband über den Mund geklebt worden sein – als der Kofferraum von ihnen geschlossen wurde, sei sie am Leben gewesen. Carty sei später, zwischen 3:30 und 4:00 Uhr dabei gesehen worden, wie sie sich in den geöffneten Kofferraum beugte und die Plastiktüte über dem Kopf des Opfers befestigte. Sie gab im Gegenzug an, von den drei Männern aufgrund ihrer früheren Tätigkeit als Informantin in eine Falle gelockt worden zu sein. Es sei „zu kompliziert gewesen, sie einfach zu töten, deswegen habe man diesen Plot ausgeheckt“.
Carty wurde am 19. Februar 2002 durch die Jury für schuldig befunden und am 21. Februar zum Tode durch eine letale Injektion verurteilt. Die Mittäter entgingen aufgrund ihrer Aussagen gegen Carty der Todesstrafe und erhielten langjährige Haftstrafen.
Carty legte Berufung ein. Laut ihrer Darstellung war sie am gesamten Geschehen unbeteiligt. Die Tatsache, dass sie zuvor wegen einer Fehlgeburt ins Krankenhaus gebracht werden musste, habe Anlass für die Konstruktion eines Motivs gegeben, dem die Grundlage entbehre. Sie äußerte die Vermutung, dass ihre Arbeit als DEA-Agentin dazu beigetragen habe, jemanden zu verhaften, der dann die drei Männer beauftragt habe, ihr die Taten unterzuschieben. Im Prozess sei sie von ihrem Anwalt nicht adäquat vertreten worden; die von ihr benannten Zeugen seien nicht kontaktiert worden und es sei kein Mitglied ihrer Familie angehört worden. Ein früherer DEA-Agent, Charles Mathis, gab im Jahr 2014 eine eidesstattliche Erklärung ab, in der er unter anderem aussagte, District Attorney Connie Spence habe ihm angedroht, ihm eine Affäre mit Carty anzuhängen, wenn er nicht aussage. Die Staatsanwaltschaft hat diese Anschuldigungen von sich gewiesen. Auch zwei Mitangeklagte im damaligen Prozess, die gegen Carty ausgesagt hatten, erklärten später, sie seien von der Staatsanwaltschaft zu einer Aussage gegen Carty genötigt worden. Im September 2016 lehnte ein Gericht in Texas eine erneute Anhörung ab. Es bestünden ausreichend andere Beweise für ihre Schuld. Am 7. Februar 2018 bestätigte das Texas Court of Criminal Appeals diese Entscheidung.
Im November 2018 lehnte der Oberste Gerichtshof es ab, ihren Fall anzuhören.

#### Kritik am Vorgang
Gemäß den Konventionen über die konsularischen Beziehungen zwischen Großbritannien und den Vereinigten Staaten hätten britische Behörden nach der Verhaftung von Frau Carty über den Vorgang informiert werden müssen. Britische Stellen erlangten aber erst zur Verurteilung Kenntnis über den Vorfall. In einem Amicus Curiae informierte Großbritannien den U.S. Supreme Court, dass man den Vorgang als Bruch gültigen Rechts betrachte. Mangels eines Forums zur Geltendmachung der britischen Ansprüche musste auf Wiedergutmachung verzichtet werden.
Die britische Non-Profit-Organisation Reprieve merkte an, dass Cartys Verteidiger keinerlei möglicherweise strafmildernde Beweise präsentierte. Die Verurteilung zum Tode zieht automatisch einen direkten Einspruch nach sich, welcher jedoch abgelehnt wurde – die bei dieser Berufungsverhandlung mit der Verteidigung beauftragte Anwaltskanzlei warf dem ursprünglichen Anwalt vor, die Verteidigung auf eine inkompetente Art und Weise geführt zu haben.

#### Rezeption
Der Fall war Thema in mehreren TV-Berichterstattungen, unter anderem des britischen Channel 4 und in der Dokumentationsreihe Im Todestrakt des deutschen Regisseurs Werner Herzog.